# Pholiota nameko
Pholiota nameko, comúnmente conocido como nameko (ナメコ?), es un hongo basidiomiceto de la familia Strophariaceae. Su seta es pequeña, con un sombrero de color ámbar y recubierto de una fina película de textura gelatinosa. Se usa como ingrediente en la sopa de miso y en el nabemono. En algunos países, este hongo puede adquirirse en forma de kit para ser cultivado en casa. Es una de las setas cultivadas más populares en Japón. Tiene un ligero sabor a nuez y suele consumirse en salteados.

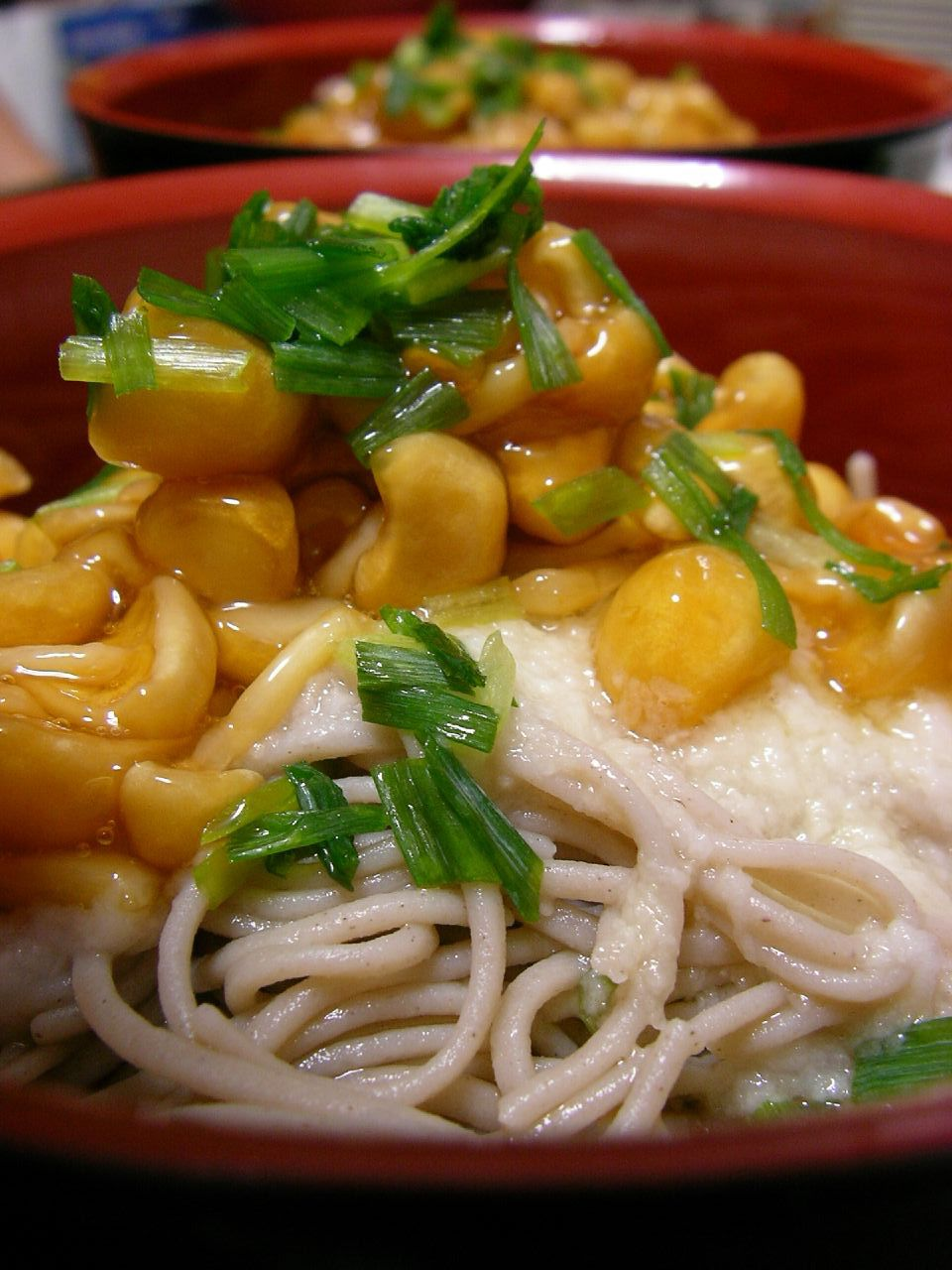
Un plato de soba con nameko.

En China, su seta es conocida como huázĭ mó (en chino, 滑子蘑). 
Es también muy consumida en Rusia, donde es conocida como "o-pyo-nok" (опёнок), en plural "o-pya-ta" (опята).

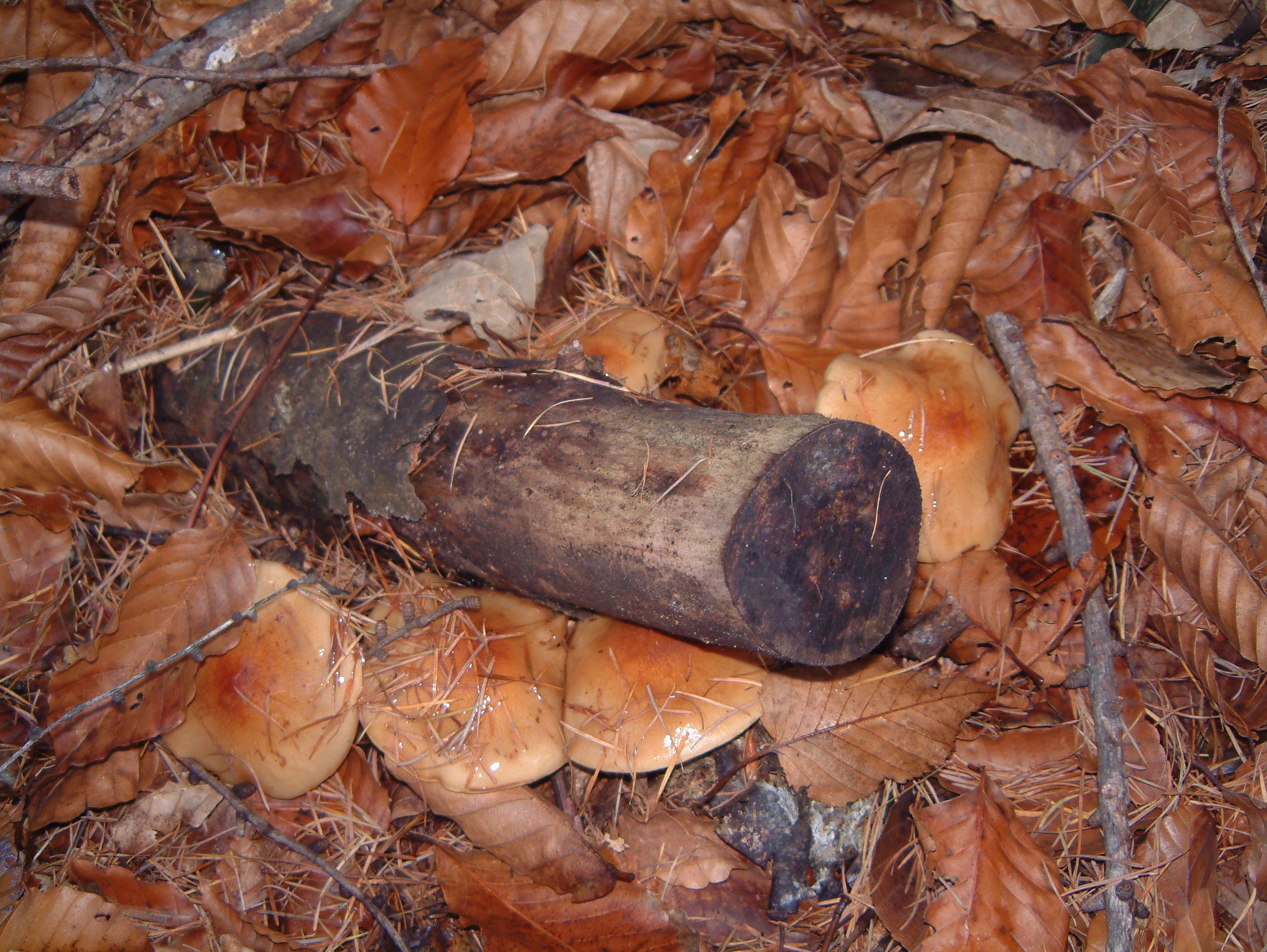